# Fort Sint-Nicolaas

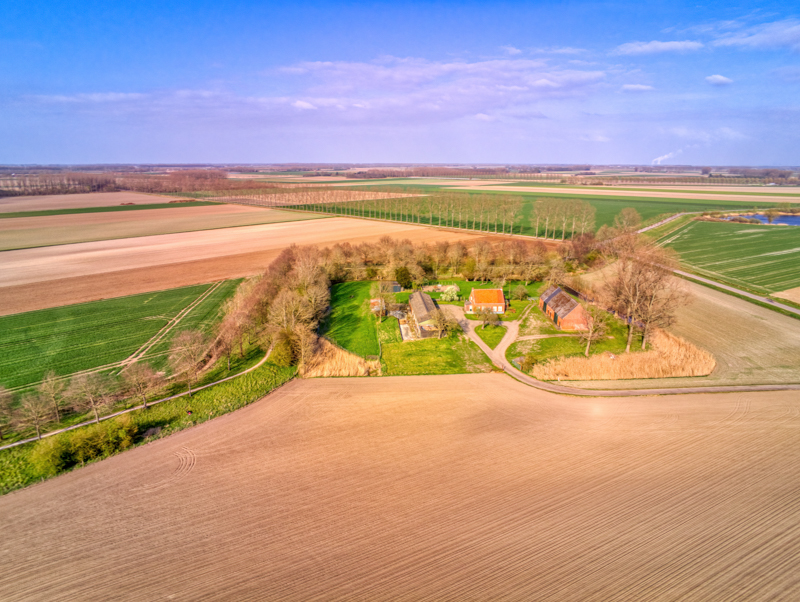
Fort Sint-Nicolaas, gezien vanuit het zuid-westen. De Linie van communicatie tussen Sas van Gent en Hulst loopt van links onder naar rechtsboven.

Het Fort Sint-Nicolaas is een fort dat behoort tot de Linie van Communicatie tussen Hulst en Sas van Gent. Het fort bevindt zich ten noorden van Koewacht aan de Fortdijk, iets ten westen van de Mathijsstraat.
Het fort bevindt zich in de linie tussen het Fort Sint-Livinus en het Fort Sint-Andries. Het werd in 1634 gebouwd door de Spaansgezinden en kwam in 1645 in Staats bezit.
Tegenwoordig is de liniedijk nog in het landschap aanwezig en is de noordelijke omwalling met buitengracht van deze vierkante redoute nog aanwezig. Er ligt een wandelpad op de liniedijk. Op de voormalige binnenplaats van het fort bevindt zich tegenwoordig een boerderij.